# Sippie Tigchelaar
Sippie Tigchelaar (Franeker, 11 juli 1952) is een voormalig schaatsster uit Nederland. Zij groeide op in het dorp Tollebeek in de Noordoostpolder. Tigchelaar veroverde in 1975 de Nederlandse titel op het NK allround en in 1972 kwam ze voor Nederland uit op de Olympische Winterspelen. Een conflict met trainer Gerard Maarse stond een langere schaatscarrière in de weg. Vanaf 1977 versloeg ze samen met Klaas Jansma voor Radio Fryslân de jaarlijkse zeilwedstrijden in Friesland, de IFKS en SKS Skûtsjesilen. Ook was zij op de Friese radio te horen als verslaggever van de Elfstedentochten in de jaren 80. Na afloop van de zeilwedstrijden op 18 augustus 2012 verraste burgemeester Gerard van Klaveren haar met de Koninklijke onderscheiding als Lid in de Orde van Oranje-Nassau.
Tigchelaar is sinds 2007 algemeen bestuurslid bij de KNSB met onder andere Communicatie in haar takenpakket.

## Persoonlijke records

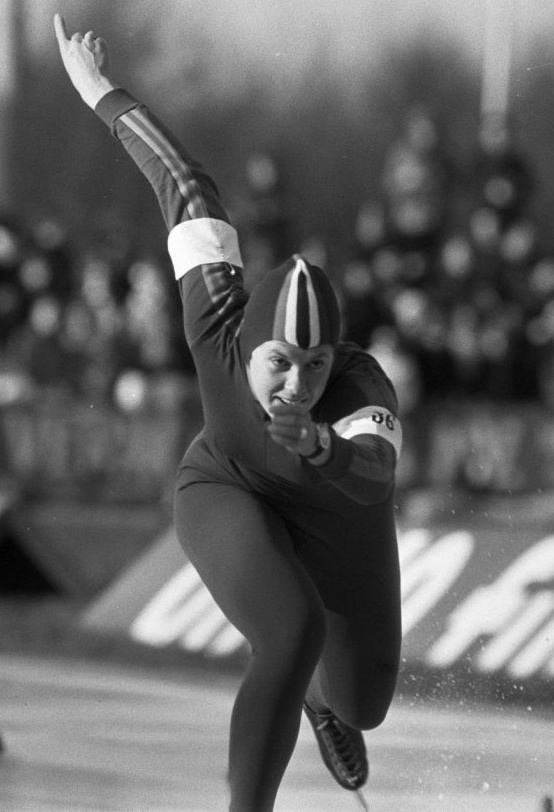
Sippie Tigchelaar in 1974

| Afstand    | Tijd    | Datum            | Baan       |
| ---------- | ------- | ---------------- | ---------- |
| 500 meter  | 45,91   | 1 maart 1975     | Inzell     |
| 1000 meter | 1.31,44 | 6 januari 1975   | Inzell     |
| 1500 meter | 2.19,50 | 14 februari 1975 | Heerenveen |
| 3000 meter | 4.41,01 | 27 februari 1975 | Inzell     |

## Resultaten
| Jaar | NK Junioren B | NK Junioren A | NK allround | EK allround | WK allround | WK sprint | Olympische Spelen |
| ---- | ------------- | ------------- | ----------- | ----------- | ----------- | --------- | ----------------- |
| 1969 | 5e            |               |             |             |             |           |                   |
| 1970 | Zilver        |               |             |             |             |           |                   |
| 1971 |               | Goud          | 8e          |             |             |           |                   |
| 1972 |               |               | 8e          |             |             |           | 4e 3000m          |
| 1973 |               |               | Brons       | 11e         | 5e          | 23e       |                   |
| 1974 |               |               | Zilver      | 9e          | 6e          | 22e       |                   |
| 1975 |               |               | Goud        |             | 7e          |           |                   |

## Nederlandse records
| Nr. | Afstand    | Tijd    | Datum            | Baan   |
| --- | ---------- | ------- | ---------------- | ------ |
| 1   | 3000 meter | 4.41,01 | 27 februari 1975 | Inzell |

| Nr. | Afstand    | Tijd   | Datum           | Baan      |
| --- | ---------- | ------ | --------------- | --------- |
| 1   | 3000 meter | 5.05,0 | 10 januari 1971 | Amsterdam |
| 2   | 3000 meter | 4.59,3 | 24 januari 1971 | Inzell    |